# Schrondweiler
Schrondweiler är en ort i Luxemburg.   Den ligger i distriktet Luxemburg, i den centrala delen av landet, 21 kilometer norr om huvudstaden Luxemburg. Schrondweiler ligger 251 meter över havet och antalet invånare är 285.
Terrängen runt Schrondweiler är kuperad norrut, men söderut är den platt. Schrondweiler ligger nere i en dal.  Runt Schrondweiler är det ganska tätbefolkat, med 100 invånare per kvadratkilometer.. Närmaste större samhälle är Limpertsberg, 19,8 kilometer söder om Schrondweiler. 
I omgivningarna runt Schrondweiler växer i huvudsak blandskog.